# Pałac w Małuszowie
Pałac w Małuszowie – pałac z XVII w. we wsi Małuszów (powiat jaworski), wpisany do rejestru zabytków nieruchomych województwa dolnośląskiego.

## Opis
Piętrowy pałac wybudowany na planie prostokąta (korpus) z wysuniętymi do przodu skrzydłami, kryty dachem mansardowym z wolimi oczami. Od frontu główne wejście pod balkonem z pełna balustradą, podtrzymywanym przez cztery kolumny  doryckie. Od zaplecza pseudoryzalit zwieńczony frontonem w kształcie cirkulaire z kartuszem zawierającym datę: 1919. Obiekt jest częścią zespołu pałacowego, w skład którego wchodzi jeszcze park.

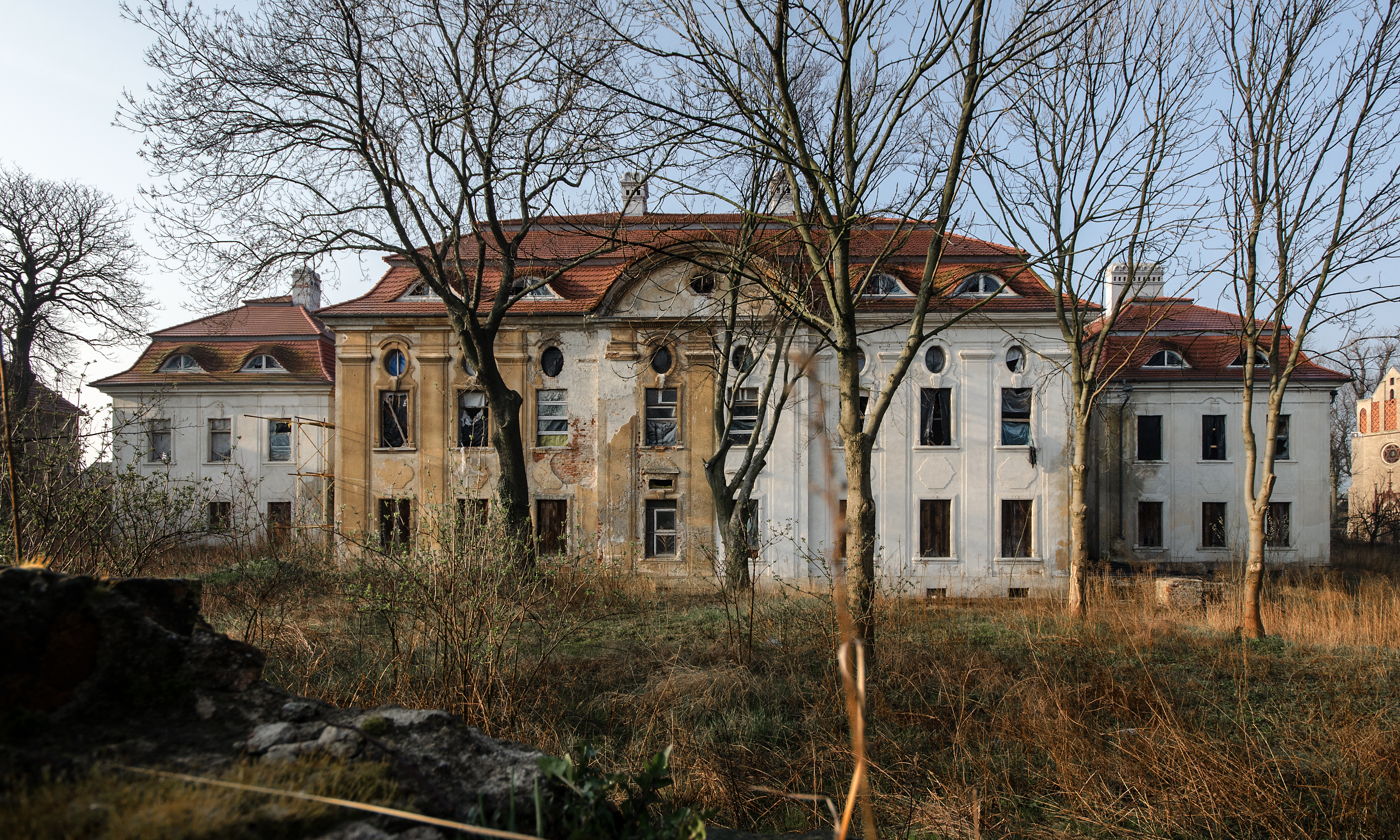
Pałac w Małuszowie